# Goldrush van Klondike

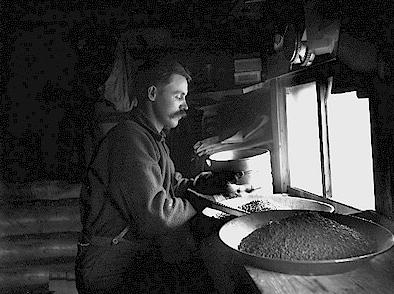
Goudzoeker aan het werk

The Goldrush van Klondike was een migratie van naar schatting ongeveer 100.000 goudzoekers naar de regio Klondike in Yukon in het noordwesten van Canada tussen 1896 en 1899. In 1896 werd goud gevonden in de Bonanza Creek, nabij Dawson City in Yukon, Canada. Toen een aantal mijnwerkers in 1897 met hun goud in Seattle aankwamen, brak een goudkoorts uit die leidde tot een grote goldrush. Duizenden goudzoekers trokken naar de regio Klondike in Yukon. Dawson City groeide binnen een paar maanden tot een metropool van zeker 30.000 inwoners.
De goudzoekers (miners) konden gebruikmaken van twee routes naar de Klondike: via land of via zee. De over-landroute ging dwars door Brits-Columbia en de zeeroute ging via de Inside Passage, een vaarroute tussen de eilanden voor de westkust van Canada. De meeste goudzoekers namen de route via zee. Deze voerde onder andere via het Lynn Canal, de Chilkoot Inlet en de Taiya Inlet naar Skagway. Van daar moesten ze dan de Chilkoot-pas oversteken. Na het nemen van de pas werd een vlot gebouwd en kon men de rivier Yukon afzakken tot Dawson City.
De goudvoorraad was snel uitgeput. Toen in 1899 in Nome (Alaska) goud werd gevonden vertrokken de goudzoekers daarheen.

## De goldrush van Klondike in populaire cultuur
- Jules Verne schreef in 1899 een roman, getiteld Le Volcan d'or (De Goudschat van Klondike), over de goldrush.
- In de roman White Fang uit 1906 van Jack London. Het boek werd verfilmd in 1936 en 1991.
- In de roman Smoke Bellew uit 1920 van Jack London.
- De goldrush van Klondike was het onderwerp van Charlie Chaplins film The Gold Rush uit 1925.
- De stripheld Dagobert Duck heeft ook goud gezocht in Klondike. Hier vond hij zijn eerste rijkdom.
- Ook stripheld Lucky Luke is tijdens zijn avonturen in Klondike geweest.